# Móricz Dániel
Móricz Dániel (?, 1996. március 26. –) profi országúti kerékpáros. Jelenleg a Northwave-Siatek-Olmo csapatát erősíti. Többszörös korosztályos magyar bajnok. Pályafutását 2008-ban kezdte (Zuglói Központi Sport Iskola). Szerepelt az Exatlon Hungary 3. évadában bajnokként, ahol 70 versenynap jutott neki. 

## Jelenlegi csapata
A Northwave-Siatek-Olmo egy trevisoi székhelyű olasz csapat. 2019 őszén az volt a terv, hogy kontinentális szintén folytatják, de ez meghiúsult. Így maradt az amatőr csapatként megjelölve, de a színvonal így is kiemelkedő. Tárcsafékes, elektromos váltóval felszerelt Olmo kerékpárok állnak a csapat rendelkezésére. 

## Eredményei, győzelmei
Első győzelme: 2009-ben korosztályos magyar bajnok, többszörös korosztályos magyar bajnok.